# Santa Maria a Vico
Santa Maria a Vico é uma comuna italiana da região da Campania, província de Caserta, com cerca de 13.423 habitantes. Estende-se por uma área de 10 km², tendo uma densidade populacional de 1342 hab/km². Faz fronteira com Arienzo, Cervino, Durazzano (BN), Maddaloni, San Felice a Cancello, Sant'Agata de' Goti (BN).

## Demografia
| Variação demográfica do município entre 1861 e 2011                               |
|                                                                                   |
| Fonte: Istituto Nazionale di Statistica (ISTAT) - Elaboração gráfica da Wikipedia |